# جيل هاوورث
جيل هاوورث (بالإنجليزية: Jill Haworth)‏ هي ممثلة بريطانية، ولدت في 15 أغسطس 1945 في المملكة المتحدة، وتوفيت في 3 يناير 2011 بمانهاتن في الولايات المتحدة بسبب مرض.

## أعمال

### أفلام
- (1960) إكسدس
- (1963) الكاردينال

## وصلات خارجية
- جيل هاوورث على موقع IMDb (الإنجليزية)
- جيل هاوورث على موقع ألو سيني (الفرنسية)
- جيل هاوورث على موقع ميوزك برينز (الإنجليزية)
- جيل هاوورث على موقع أول موفي (الإنجليزية)
- جيل هاوورث على موقع قاعدة بيانات برودواي على الإنترنت (الإنجليزية)
- جيل هاوورث على موقع قاعدة بيانات برودواي على الإنترنت (الإنجليزية)
- جيل هاوورث على موقع قاعدة بيانات الأفلام السويدية (السويدية)
- جيل هاوورث على موقع إن إن دي بي (الإنجليزية)
- جيل هاوورث على موقع ديسكوغز (الإنجليزية)
- جيل هاوورث على موقع قاعدة بيانات الفيلم (الإنجليزية)